# 김두한 3
"김두한 3"는 한국에서 제작된 고영남 감독의 1975년 액션 영화이다. 이대근 등이 주연으로 출연하였고 신태선 등이 제작에 참여하였다.

## 출연

### 주연
- 이대근
- 서미경
- 김상순

### 조연
- 김영인